# Tibiabin y Tamonante
Tibiabin y Tamonante fueron dos aborígenes majas de la isla de Fuerteventura —Canarias, España— que ejercían de sacerdotisas o adivinas en tiempos de la conquista europea en el siglo xv.
Ambos personajes aparecen por primera vez en las obras de Leonardo Torriani y Juan de Abréu Galindo confeccionadas a finales del siglo xvi, quienes recogieron parte de sus datos de la tradición oral isleña.

## Antroponimia
Para el historiador y filólogo Juan Álvarez Delgado, los antropónimos Tibiabin y Tamonante están relacionadas con las palabras tuareg ti-wiawi-t y t-amenant-t que significan 'la rezadora, la recitadora' y 'la gobernante' respectivamente.
El también filólogo Ignacio Reyes apunta para Tibiabin la traducción de 'murmura o reza para sus adentros' desde una forma primitiva t-ibi-abin, mientras que para Tamonante da el significado figurado de 'mujer que tiene la experiencia de la lectura' desde la forma tam-annan-t, 'la que deletrea', añadiendo que el ejercicio de la lectura y escritura en las sociedades aborígenes canarias era de una complejidad tal que su conocimiento podría haber tenido consideraciones esotéricas.
Autores posteriores señalan las variantes Tibiabrin, Tibabrin, Tibrabin y Tibabiin, siendo común a todos ellos la forma Tamonante.

## Biografías
Ambas mujeres ejercían un papel destacado en la sociedad aborigen, siendo muy respetadas y teniéndose en gran consideración sus decisiones.
Tamonante actuaba como jueza en las discusiones y conflictos entre los diferentes jefes tribales, mientras que Tibiabin era considerada según Torriani una «mujer fatídica y de mucho saber», siendo la encargada de dirigir las ceremonias religiosas. Torriani indica que tenía la capacidad de profetizar cosas que luego se cumplían, siendo venerada como una diosa por los aborígenes.
Abréu Galindo añade además que Tibiabin y Tamonante eran madre e hija.
A la llegada de los conquistadores normandos en 1404, Tibiabin y Tamonante tuvieron un papel fundamental. Ambas mujeres, que habían anunciado «que por la mar habían de venir cierta manera de gente, que la recogiesen que aquellos les habían de decir lo que habían de hacer», amonestaron a los reyes de la isla Guize y Ayoze para que tuvieran paz con los extranjeros, rindiéndose estos finalmente. Torriani apunta a su vez que Tibiabin fue la primera de los aborígenes en recibir el bautismo, siendo después «mujer de mucha penitencia y de vida verdaderamente cristiana».
El doctor en Geografía e Historia José Carlos Cabrera Pérez relaciona a estos personajes con las mujeres «santas» bereberes denominadas tigurramín o tagurramt, suponiendo la pertenencia de las sacerdotisas majas a un linaje religioso dentro de la organización social segmentaria aborigen.